# Brachymyrmex luederwaldti
Brachymyrmex luederwaldti är en myrart som beskrevs av Santschi 1923. Brachymyrmex luederwaldti ingår i släktet Brachymyrmex och familjen myror.

## Underarter
Arten delas in i följande underarter:
- B. l. attenuatus
- B. l. luederwaldti

## Bildgalleri

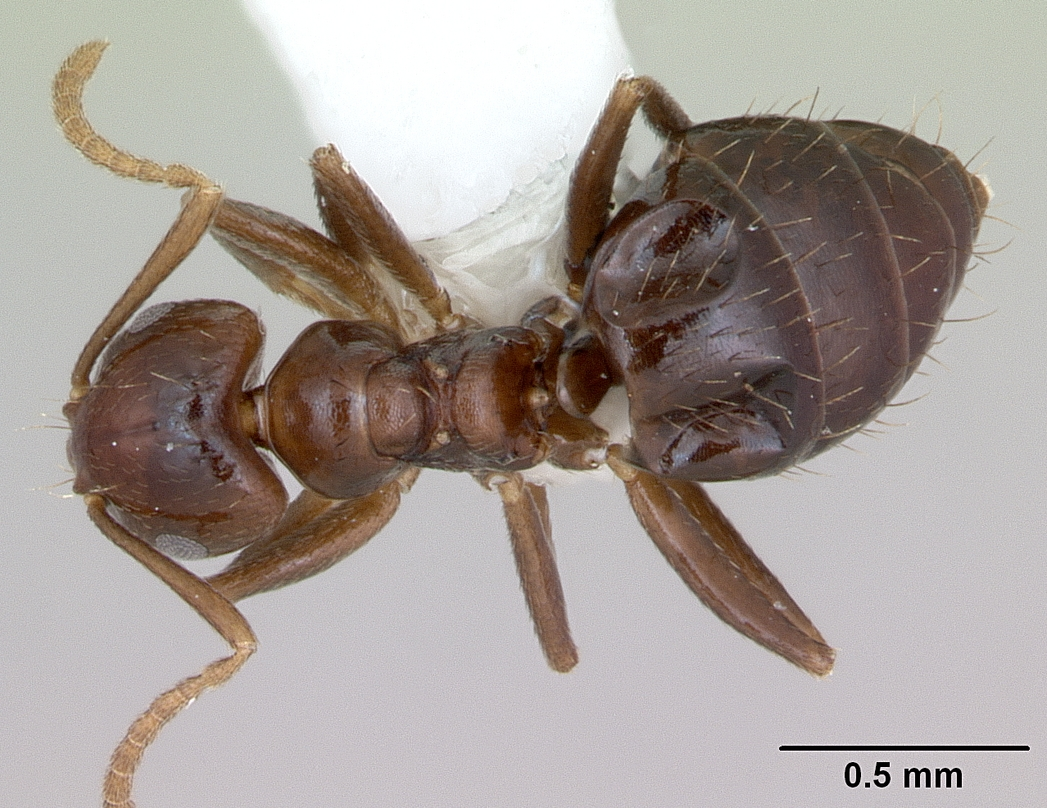
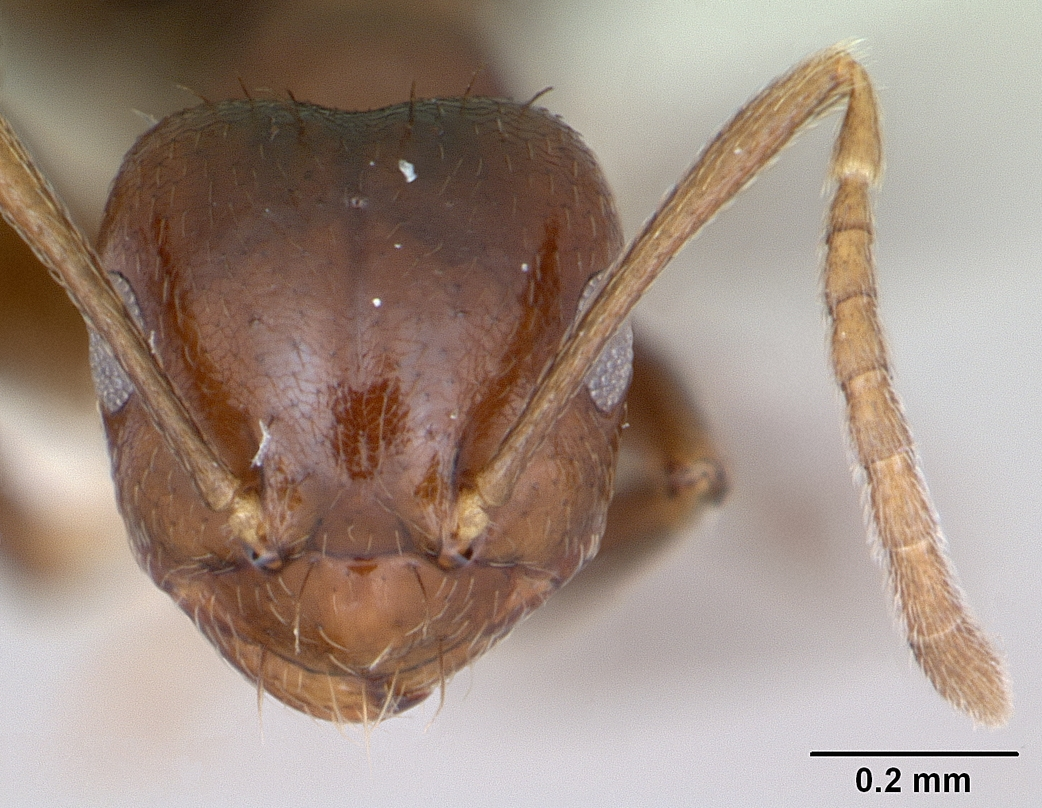
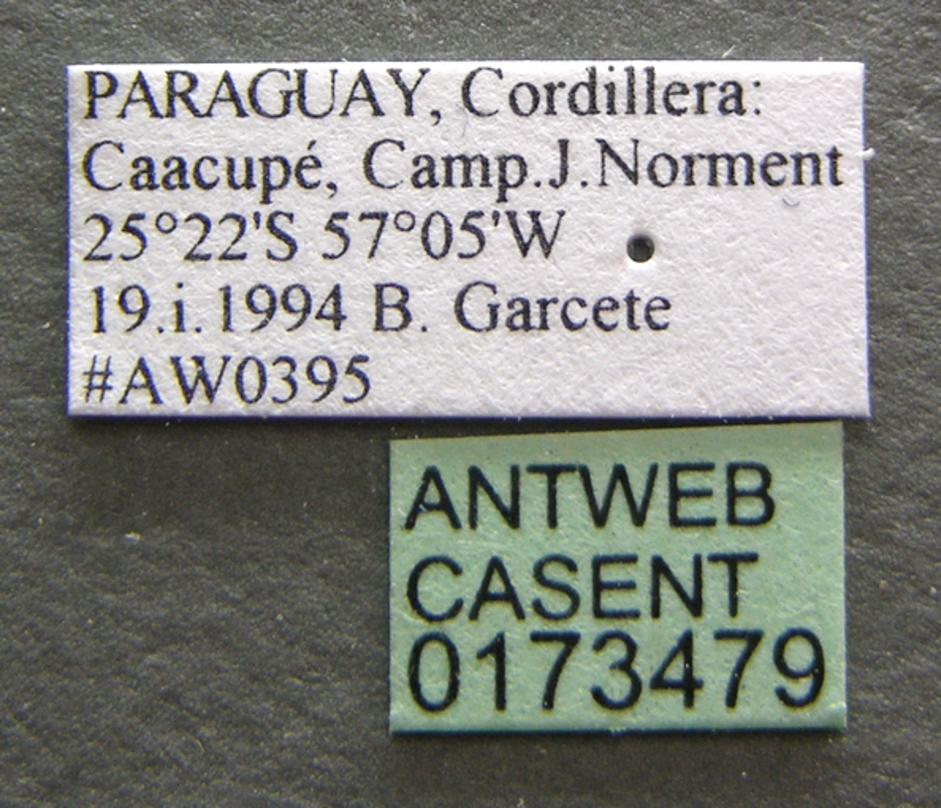
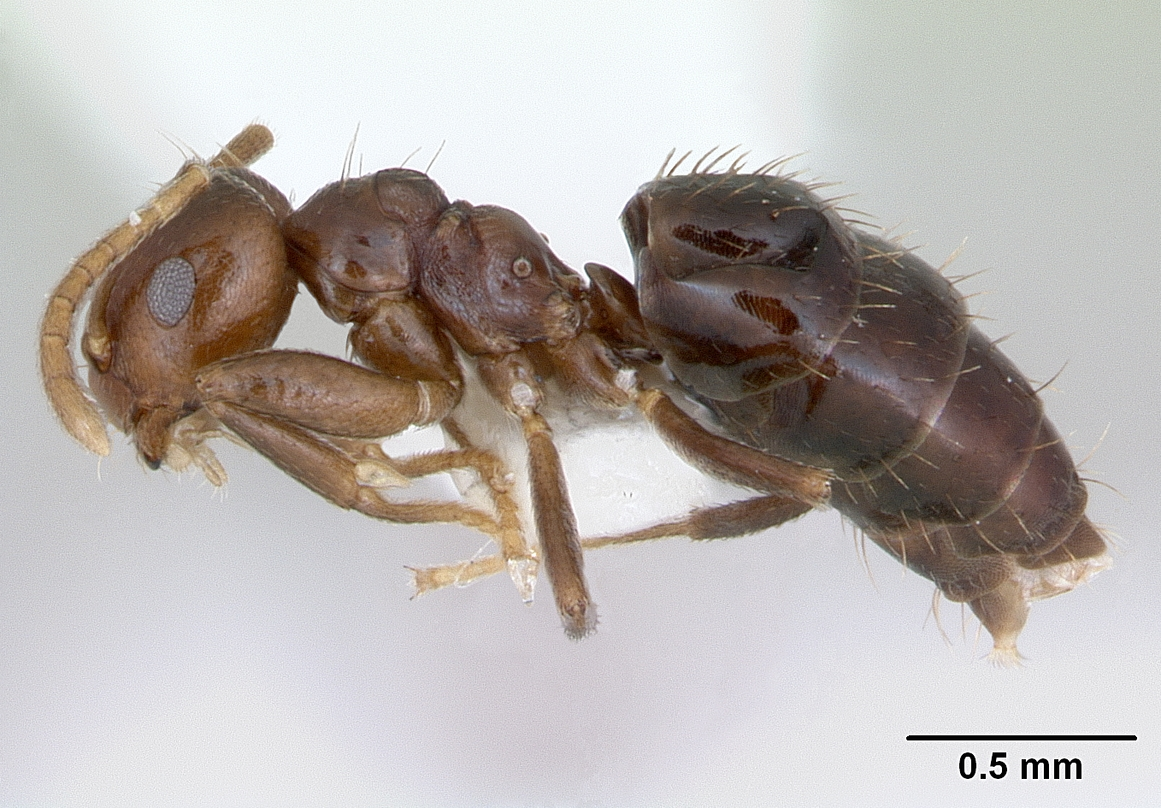